# Dusona rugosa
Dusona rugosa är en stekelart som beskrevs av Horstmann 2004. Dusona rugosa ingår i släktet Dusona och familjen brokparasitsteklar. Inga underarter finns listade i Catalogue of Life.